# انریکه تلماکو سوسینی
انریکه تلماکو سوسینی (اسپانیایی: Enrique Telémaco Susini‎; ۳۱ ژانویهٔ ۱۸۹۱ – ۴ ژوئیهٔ ۱۹۷۲) کارآفرین و پیشگام رسانه در آرژانتین بود.
سوسینی در سال ۱۹۲۰ اولین ایستگاه رادیویی آرژانتین و از اولین ایستگاه‌های رادیویی معمولی در جهان را تأسیس کرد. وی در طول دهه‌های ۱۹۲۰ و ۱۹۳۰ به یک کارآفرین موفق در صنعت نوپای رادیو و سینما تبدیل شد. سوسینی علاوه‌بر تجارت هنرمندی ماهر بود و تئاترهایی در آرژانتین و ایتالیا و همچنین چند فیلم سینمایی را کارگردانی کرد.